# Alasdair Gray
Pour les articles homonymes, voir Gray.
Œuvres principales
- Lanark

Compléments
- Auteurs influencés : Ian Banks, Anthony Burgess, Will Self, A. L. Kennedy, Jonathan Coe

Alasdair Gray, né le 28 décembre 1934 à Glasgow et mort dans la même ville le 29 décembre 2019, est un romancier, poète, dramaturge et peintre écossais.
Son premier roman, Lanark fut publié en 1981 et connut un immense succès critique.
Le critique André Clavel le décrit comme « un illusionniste écossais aussi insaisissable que le monstre du Loch Ness ». Avec l'autodérision qui le caractérise, Alasdair Gray se définit lui-même ainsi : « un Glaswegien, gros, vieux, et asthmatique, qui gagne son pain grâce à la peinture et à l'écriture. ».
Il est également l'auteur du roman Pauvres Créatures (Poor Things), publié en 1992, et adapté au cinéma en 2023 sous le titre homonyme.

## Biographie
L'enfance d'Alasdair Gray est marquée par son évacuation à la campagne durant les bombardements de la Seconde Guerre mondiale, en 1940, puis en 1942. Il affirme que ces expériences ont compté dans sa carrière et son œuvre.
Il étudie (1952-1957) puis enseigne (1958-1962) à la Glasgow School of Art. C'est au cours de ses études qu’il commence à travailler à son roman Lanark. En 1954, il peint sa première fresque Horrors of War (Glasgow Crucifixion and Apocalypse with Fall of Star Wormwood) au 8 Belmont Crescent, Hillhead à Glasgow.
Après l'obtention de son diplôme, Alasdair Gray devient metteur en scène et continue de peindre portraits et fresques. Ses premières pièces de théâtre sont diffusées à la radio et à la télévision en 1968.

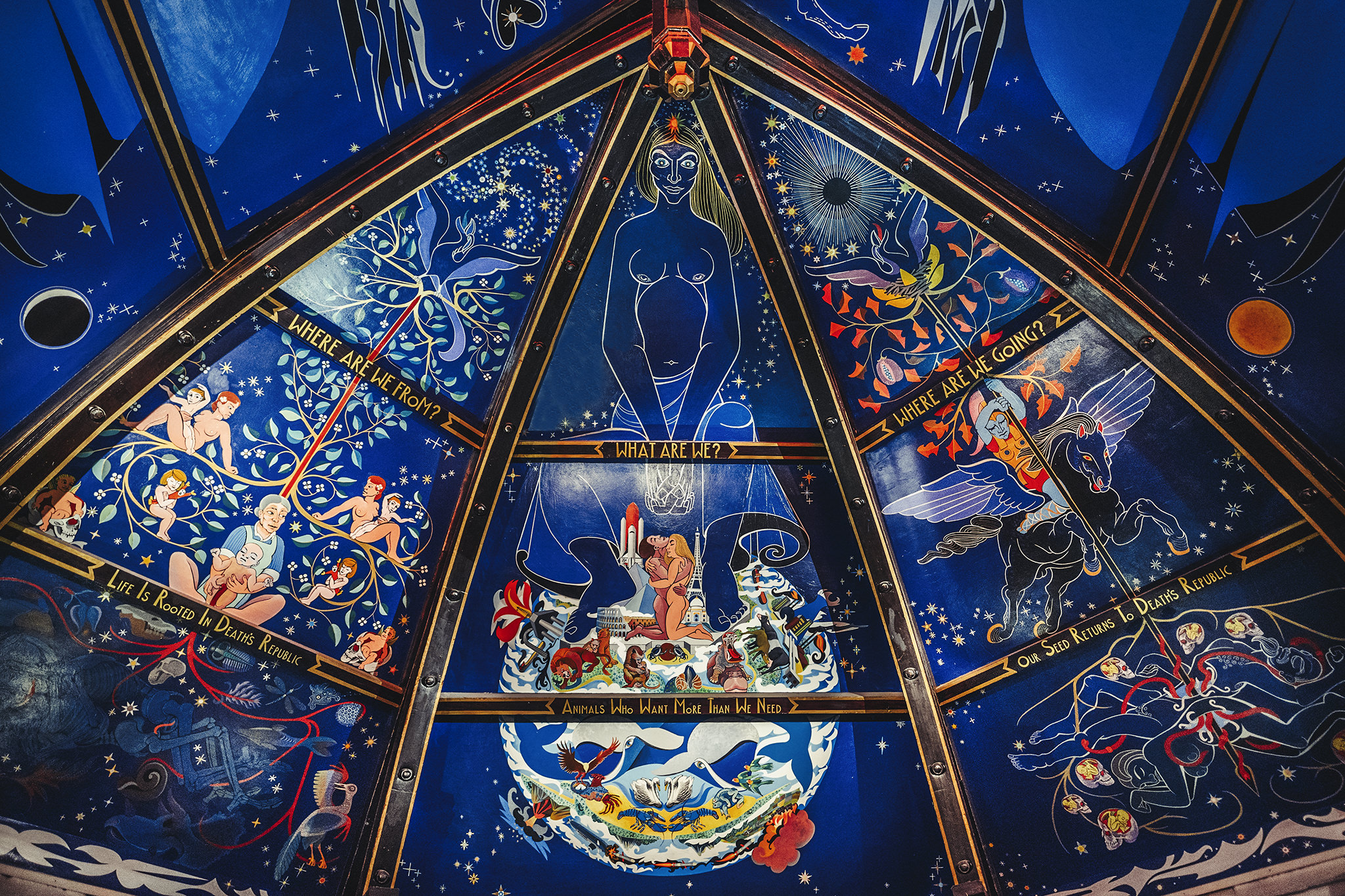
Peinture murale dans l'Auditorium Òran Mór à Glasgow peinte vers 2004.

En 2001, il se porte candidat au rectorat de l'université de Glasgow avec l'étiquette du Glasgow University Scottish Nationalist Association. Cet engagement concret rappelle que l'auteur est nationaliste écossais, le GUSNA étant un acteur historique de l'indépendantisme écossais qui donna naissance aux principaux partis modernes. Un mur du bâtiment du Parlement écossais reprend d’ailleurs une citation célèbre de Gray : « Work as if you live in the early days of a better nation » (« Œuvrez  comme si vous viviez les premiers jours d’une nation meilleure »).
Il meurt le 29 décembre 2019, lendemain de ses 85 ans à Glasgow.

## Œuvre
L'œuvre romanesque d'Alasdair Gray tient à la fois du réalisme, du fantastique et de la science-fiction. L'auteur se démarque par une utilisation originale de la typographie et de ses propres illustrations. Il produit de nombreuses peintures murales et tableaux. Deux de ses fresques les plus remarquables sont visibles dans le restaurant Ubiquitous Chip et sur le plafond mural de l'auditorium Oran Mor à Glasgow.
Ses écrits politiques sont engagés vers le socialisme et le nationalisme écossais.
Au début des années 1970, Alasdair Gray participe à des émissions de radio et de télé, Lanark est en cours d’écriture, il est particulièrement admiratif du travail du poète Tom Leonard et du romancier James Kelman. Avec eux, il fonde l'École de Glasgow qui regroupe des auteurs qui bousculent les usages littéraires et linguistiques de la littérature écossaise, britannique et même mondiale.
Gray s'inscrit dans une tradition écossaise de réalisme social, dans la lignée de Stevenson[Lequel ?], mais la renouvelle surtout au niveau de la forme même : l'humour, et en particulier l'autodérision, est omniprésent dans ses écrits. Bien que de formation universitaire et intellectuelle de haut niveau, il se réclame d'une « culture populaire fondée sur le plaisir du lecteur » . Il rompt ainsi avec « la narration linéaire traditionnelle, le phrasé bourgeois et les descriptions pudibondes ».
Le nationalisme écossais est également présent dans sa fiction, comme dans Pauvres créatures (Poor Things) publié en 1992, qui annonce la naissance d’une « Lady Scotland », symbole de la prise de conscience politique d'une Nouvelle-Écosse. Quittant Glasgow pour découvrir le monde, le personnage principal, Bella Baxter se voit expliquer la rationalité supposée du capitalisme et du colonialisme par un homme d'affaires anglais. Durant ses voyages, elle remarque que les personnages les plus « comiques et laids » brossés dans les cartoons des magazines de la haute-société sont « écossais, irlandais, étrangers, de pauvres serviteurs, des gens riches qui étaient pauvres jusqu’à récemment, de petits hommes, de vieilles femmes non-mariées ou des socialistes. » Pauvres créatures peut être lu comme une critique de l’establishment britannique, ou plus précisément anglais. Selon le magazine écossais The Skinny, situer l’action du roman dans l’Ecosse victorienne est essentiel à la compréhension du personnage de Bella, qui peut être vu comme une métaphore de la nation celtique : « à la fois vieille et jeune - dépouillée de son histoire et violemment forcée de communiquer dans une langue peu familière. » Au début du livre est inclus un portrait de Bella Baxter intitulé Bella Caledonia, le nom latin du pays de Walter Scott. En 2007, cette image et son titre inspiraient la création d’un magazine indépendantiste du même nom. Plus tard, Alasdair Gray offrit alors de retravailler cette représentation en y ajoutant un chardon. Ce roman fait l'objet d'un adaptation cinématographique en 2023 sous le titre homonyme.
En France, ce côté politique de l'œuvre est moins connu et les critiques littéraires retiennent surtout l'aspect novateur, avant-gardiste du génie littéraire, comme dans son roman Lanark.
« Lanark est un jeune peintre du Glasgow des années 1960-70. Frappé d’amnésie, il erre dans un monde en pleine décomposition et ne s'intéresse qu'à la lumière ; désespéré, il se suicide et reprend pied dans un univers de science-fiction où il devient thérapeute de dragons, retrouve une femme qu'il aime et découvre sa véritable identité. Au cours d'aventures étranges, il se trouve confronté à son créateur : l'écrivain... et négocie avec lui son destin ».

### Romans et nouvelles
- Lanark, roman, Métailié, 1981
- Unlikely Stories, Mostly, nouvelles, non traduit en français, 1983
- 1982, Janine, roman, 1984 ; trad. fr. Christophe Claro, Paris, Le Cherche midi, 400 p., 2023  (ISBN 978-2749175454)
- The Fall of Kelvin Walker: A Fable of the Sixties, nouvelles, non traduit en français, 1985
- Lean Tales, (avec James Kelman et Agnes Owen), nouvelles,1985, traduites en français par Catherine Richard sous le titre d'Histoires maigres (Éditions Passage du Nord/Ouest, 2008)
- Something Leather, roman, non traduit en français, 1990
- McGrotty and Ludmilla, roman, non traduit en français, 1990
- Pauvres créatures (titre original : Poor Things), roman, Métailié, 2003
- Ten Tales Tall & True, nouvelles, non traduit en français, 1993
- Le faiseur d'histoires (titre original : A History Maker), roman, Métailié, 2004
- Mavis Belfrage, nouvelles, non traduit en français, 1996
- The Ends of Our Tethers: 13 Sorry Stories, nouvelles, non traduit en français, 2003
- Old Men In Love, roman, non traduit en français, 2007

### Conférence publiée
- La littérature ou le refus de l'amnésie / Literature against Amnesia, édition bilingue français-anglais, éditions Universitaires d'Avignon, 2010

### Adaptation de ses oeuvres
- 2024 : Pauvres Créatures, long-métrage de Yorgos Lanthimos adaptation de son roman éponyme, avec Emma Stone.